# 陶桄
陶桄，谱名光表，小字佑魁（佑奎），又字绍云（少云），号光宇，在家族中排行55。因陶澍死于任，蒙特恩赏给主事，俟年及岁由吏部带领引见。后以道员分发四川补用，倡助军饷赏戴花翎；筹办盐茶厘金、东征军饷，赏二品顶戴，诰授通奉大夫，晋授资《 清两江总督陶澍家谱 》政大夫。同治己巳总修陶氏五续族谱。原配左宗棠长女左孝瑜（字慎娟），著有慈云阁小石屋诗钞一卷行世，生五子二女。